# Pułap tlenowy
Pułap tlenowy (VO2 max) – zdolność pochłaniania tlenu przez organizm. Jest to jeden z najpopularniejszych wskaźników wydolności fizycznej, szczególnie wydolności tlenowej. Często ciężkość (intensywność) wysiłku określa się w procentach VO2 max.
Wartość VO2 max wzrasta znacznie w okresie szkolnym, osiągając najwyższe wielkości u przedstawicieli obojga płci między 18 a 20 rokiem życia. Przyczyną tego są zmiany maksymalnych prędkości skurczów serca, które wzrastają w wieku dziecięcym i około 10 roku życia osiągają poziom najwyższy (ponad 200 uderzeń na minutę).
W późniejszym okresie dorastania obniżają się stopniowo. Osoby 40-letnie oznaczają się zmniejszeniem wydolności, mierzonej poziomem pułapu tlenowego do 80–90%, osoby 50-letnie do 70–80%, 60-letnie do mniej niż 70%, a około 70-letnie do 50–55%. 
Maksymalna wielkość VO2 max osiągana przez kobiety w rozwoju osobniczym kształtują się na mniejszym poziomie niż u mężczyzn. Za poziom VO2 max niezbędny do podołania codziennym obowiązkom i utrzymania pożądanej jakości życia przyjmuje się wartość 15–17 ml×kg−1×min−1 VO2 max. Wielkość tę osiąga się średnio w 74 roku życia, ale może być przesunięta do 88 roku i później przez systematyczną aktywność fizyczną. Do samodzielnego życia, tj. niewymagającego pomocy fizycznej drugiej osoby, potrzebny jest poziom wydolności równy minimum 13 ml×min−1×kg−1 VO2 max.
O wydolności fizycznej i sprawności ludzi w starszym wieku decydują:
- wydolność fizyczna osiągnięta do 25. roku życia;
- aktywność fizyczna w wieku dojrzałym;
- zmiany organiczne i czynnościowe powstałe w wyniku przebytych chorób i działających na ustrój ujemnych wpływów rozwoju cywilizacji.

Spadek zdolności do pracy fizycznej uwarunkowany jest głównie obniżeniem sprawności układu oddechowego i sercowo-naczyniowego. Z wiekiem znacznie zmniejsza się pojemność życiowa płuc; klatka piersiowa staje się usztywniona o ograniczonej ruchomości, na co wpływają głównie zwapnienia żeber i zmiany zesztywniające kręgosłupa; następuje zanik pęcherzyków płucnych, a to pogarsza dyfuzję gazów przez zmieniony nabłonek; elastyczność tkanki płucnej zmniejsza się, płuca słabiej rozszerzają się i kurczą, na skutek czego krew jest niedostatecznie utlenowana.
Wydolność tlenową ocenia się metodą bezpośrednią, przez pomiar maksymalnej wartości VO2 max (maksymalna wartość poboru tlenu). Pomiar ten wykonuje się w badaniu wytrzymałości testem progresywnym na cykloergometrze, do której przystępują osoby zakwalifikowane przez lekarza.